# Николай Братанов
Николай Братанов е композитор, диригент и аранжор. През 1971 г. до 1973 г. е главен диригент на Гвардейския оркестър. Той е композирал музиката специално за честванията, посветени на 1300-годишнината от създаването на Българската държава. Носител на наградата на СБК за аранжимент на българска творба.

## Биография
Николай Братанов е роден на 21 септември 1930 година в село Драгомирово. Завършва Музикалната академия през 1967 г., където е ученик на проф. Панчо Владигеров. Учи музикалнотеоретични дисциплини при проф. Георги Димитров, проф. Парашкев Хаджиев и проф. Александър Райчев. Отначало постъпва като диригент на градския хор и оперетата в Свищов от 1954 г. до 1958 г. От 1958 г. повече от 20 години е военен диригент в различни градове на страната. Капелмайстор е в Свищов, Разград и Враца. Диригент и композитор в София от 1963 г. до 1982 г. Главен диригент на Централния гвардейски военен духов оркестър от 1972 г. до 1974 г. От 1979 година е преподавател по духова оркестрация в Музикалната академия. Изнася концерти с Гвардейския духов оркестър в България и във Франция.
Николай Братанов е женен с Надежда Евгениева Волинска-Братанова и има единствена дъщеря – Александра Николай Братанова.
Умира на 20 септември 2003 година.

## Творчество
Произведения за духов оркестър (маршове)
- „Братята руси при Свищов“ (1959)
- „Юбилеен марш: Сто години български духови оркестри“ (1979)
- „Родина“, „1300 години“ (1981)
- „Спомен за Оряхово“ (1985)
- „Привет, Москва“ (1985)
- „Ганкино хоро“ (1987)[4]

Произведения с народни мотиви
- Право хоро (1987)

Пиеси
- „Легенда за Околчица“ – поема-фантазия (1985)
- „Романтика“ – валс; Сюита (1979)
- „Фантазия из оперното творчество на Маестро Атанасов“ (1987)
- „Ретро-валс“; „Елегия“ (1989)